# روبرتو ماشارلی
روبرتو ماشارلی (ایتالیایی: Roberto Masciarelli؛ زادهٔ ۵ سپتامبر ۱۹۶۳) بازیکن والیبال اهل ایتالیا بود. وی در بازی‌های المپیک تابستانی ۱۹۹۲ شرکت کرده‌است.